# Выгода (Ломжинский повет)
Выгода (пол. Wygoda) — деревня в Ломжинском повете Подляского воеводства Польши. Входит в состав гмины Ломжа. По данным переписи 2011 года, в деревне проживало 611 человек.

## География
Деревня расположена на северо-востоке Польши, на расстоянии приблизительно 13 километров к югу от города Ломжа, административного центра повета. Абсолютная высота — 139 метров над уровнем моря. Через Выгоду проходит национальная автодорога 63.

## История
В период с 1975 по 1998 годы деревня являлась частью Ломжинского воеводства.

## Инфраструктура
В Выгоде функционируют:
- начальная школа
- филиал Ломжинской публичной библиотеки
- пансионат